# Gotse Delchev (Bulgária)
Gotse Delchev é um município da Bulgária localizado na província de Blagoevgrad.
Possui 30 823 habitantes (1/2/2011).

## População
Evolução da população da cidade de Gotse Delchev, sede do município:
| Gotse Delchev | Gotse Delchev | Gotse Delchev | Gotse Delchev | Gotse Delchev | Gotse Delchev | Gotse Delchev | Gotse Delchev | Gotse Delchev | Gotse Delchev | Gotse Delchev | Gotse Delchev | Gotse Delchev | Gotse Delchev | Gotse Delchev | Gotse Delchev | Gotse Delchev | Gotse Delchev | Gotse Delchev | Gotse Delchev |
| --- | ------------- | ------------- | ------------- | ------------- | ------------- | ------------- | ------------- | ------------- | ------------- | ------------- | ------------- | ------------- | ------------- | ------------- | ------------- | ------------- | ------------- | ------------- | ------------- |
| Ano | 1887          | 1910          | 1934          | 1946          | 1956          | 1965          | 1975          | 1985          | 1992          | 2001          | 2002          | 2003          | 2004          | 2005          | 2006          | 2007          | 2008          | 2009          | 2010          |
| População |               |               |               | 11,115        | 12,577        | 14,358        | 16,845        | 19,747        | 20,454        | 20,426        | 20,352        | 20,303        | 20,163        | 20,198        | 20,123        | 20,023        | 19,957        | 19,989        | 19,918        |
| Fontes: Instituto Nacional de Estatísticas, „citypopulation.de“, „pop-stat.mashke.org“, Bulgarian Academy of Sciences |               |               |               |               |               |               |               |               |               |               |               |               |               |               |               |               |               |               |               |